# Eduard Looijenga

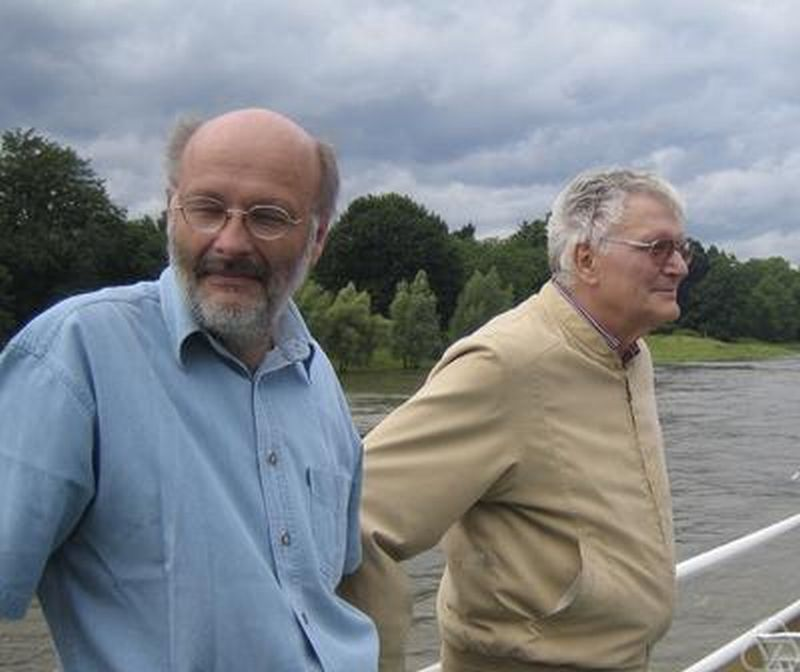
Looijenga (links) mit Herbert Kurke, Arbeitstagung Bonn 2007

Eduard J. N. Looijenga (* 1948) ist ein niederländischer Mathematiker, der sich mit algebraischer Geometrie befasst, insbesondere Singularitätentheorie (auch in der Differentialtopologie).
Looijenga studierte ab 1965 Mathematik an der Universität Amsterdam mit dem Diplomabschluss 1971. Danach war er bis 1973 am IHES. 1974 wurde er bei Nicolaas Kuiper an der Universität Amsterdam promoviert (Structural stability of smooth families of {\displaystyle C^{\infty }}-functions). Als Post-Doktorand war er an der University of Liverpool und ab 1975 Professor an der Radboud-Universität Nijmegen. 1987 wurde er Professor in Amsterdam und 1991 an der Universität Utrecht.
1990 war er Gastprofessor an der University of Michigan und 1991 an der University of Utah. Er war Gastwissenschaftler am Institute for Advanced Study (1987), mehrfach am IHES, am Tata Institute of Fundamental Research, am Mathematical Sciences Research Institute, der Scuola Normale Superiore in Pisa, am Mittag-Leffler-Institut, an der Universität Bonn, der Columbia University, Yale University und der Tsinghua-Universität.
1978 war er Invited Speaker auf dem Internationalen Mathematikerkongress in Helsinki (Homogeneous spaces associated to certain semi-universal deformations).
Er ist Mitglied der Königlich Niederländischen Akademie der Wissenschaften (1995) und seit 2012 Fellow der American Mathematical Society. 2001 bis 2004 stand er der Niederländischen Mathematischen Gesellschaft vor.

## Schriften
- mit C.G. Gibson, K. Wirthmüller, A. du Plessis Topological Stability of Smooth Mappings, Lecture Notes in Mathematics 552, Springer Verlag 1976
- Isolated singular points on complete intersections, London Mathematical Society Lecture Note Series, Cambridge University Press 1984
- The complement of the bifurcation variety of a simple singularity, Inv. Math. 23, 1974, S. 105–116
- A period mapping for certain semi-universal deformations, Composition Mathematica, Band 30, 1974, S. 299–316
- Root Systems and Elliptic Curves, Invent. Math. 38, 1976, S. 17–32
- On the semi-universal deformation of a simple elliptic singularity, Teil 1, Topology, Band 16, 1977, 257–262, Band 17, 1978, 23–40
- Invariant theory for generalized root systems, Inv. Math. 61, 1980, 1–32
- Rational surfaces with an anticanonical cyle, Annals of Mathematics, 114, 1981
- Intersection theory on Deligne-Mumford compactification, Sem. Bourbaki 768, Astérisque, Band 216, 1993, S. 187–212
- mit C. Faber (Hrsg.): Moduli of curves and abelian varieties, Vieweg 1999